# 三略
『三略』（さんりゃく）は、中国の兵法書。「武経七書」のひとつ。『黄石公記』『黄石公三略』とも称される。

## 概要
上略、中略、下略の3つで構成され、そのため「三略」という。太公望が書き、神仙の黄石公が選録したとされる。しかし、内容には、殷や周の頃は戦車戦であるのに、まだ存在しないはずの騎馬戦の言及があったり、同様に使用されない「将軍」という言葉も用いられているため、後世の人物が太公望や黄石公に仮託して書いた偽書であるとも考えられている。
牽強付会の由来とその内容とは別物であり、古から価値の有るものと見なされ、数多の兵書の中から選び抜かれて、神宗によって「武経七書」に加えられている。書き手が同じ太公望ということで、通常、『六韜』と併称される。
なお、日本の戦国武将の北条早雲は、「夫れ主将の法は、務めて英雄の心を攬り、有功を賞禄し、志を衆に通ず」という最初の一節を聞いただけで、それにて足れりと、学者の講義を中止させたと伝えられる。
成句「柔能く剛を制す」の出典である。名言として（後述書）、「智を使い、勇を使い、貪を使い、愚を使う」（智者・勇者はもちろん、貪欲者や愚者をも上手く使いこなす。指導者はどのような者でも使いこなす）がある。

## 本の構成
- 上略 - 人材を招く必要性や政治の要点などの記述。
- 中略 - 策略の必要性や組織の統制術についての記述。
- 下略 - 治国の要点や臣下の使い方などの記述。